# زاویه کیوی
زاویه کیوی یک روستا در ایران است که در استان اردبیل واقع شده‌است. زاویه کیوی ۵۷ نفر جمعیت دارد.